# Mount Vancouver (Neuseeland)
Mount Vancouver ist ein 3309 m hoher Berg in den Neuseeländischen Alpen auf der Südinsel Neuseelands.

## Geographie
Der Gipfel liegt etwa einen Kilometer nördlich des 3724 m hohen Aoraki/Mount Cook, des höchsten Bergs Neuseelands, in der Verlängerung der Bergkette hin zum 3498 m hohen Mount Tasman, des zweithöchsten Bergs des Landes. Er ist von Schneefeldern und Gletschern umgeben, wie dem Linda-Gletscher in seiner Südostflanke.

## Geologie
Das Gestein besteht hauptsächlich aus Varianten des Sedimentgesteins von Sandstein, Schluffstein und Mudstone, etwa 201 bis 253 Millionen Jahre alt.